# Geneviève Racette
Geneviève Racette (* 31. August 1990 in Dorval)  ist eine kanadische Singer-Songwriterin aus Québec.

## Biografie
Ursprünglich aus Dorval stammend, ist Racette eine zweisprachige Singer-Songwriterin (französisch/englisch). Sie begann im Alter von 8 Jahren zu singen und bekam mit 11 Jahren ihre erste Gitarre. Ihre Mutter ist eine klassisch ausgebildete Pianistin und ihr Vater ist autodidaktischer Gitarrist.
Ihre erste EP wurde im Mai 2014 veröffentlicht und brachte ihr eine Nominierung für den Sirius XM Indies „Francophone Artist of the Year (Emerging)“ Award (2015) ein. Ihr erstes Full-Length-Album Les aurores boréales wurde im Mai 2016 veröffentlicht. Racettes Songs werden auf mehreren kanadischen Radiosendern gespielt, darunter ICI Musique, Sirius XM und über vierzig weiteren Stationen.
Im Jahr 2017 wurde sie unter 150 Künstlern ausgewählt, an der Singer-Songwriter-Residency des Banff Centre for Arts and Creativity teilzunehmen, um mit einigen der renommiertesten Schöpfer Nashvilles an ihren Songs zu arbeiten.
Nach der ROSEQ „Découverte“-Tour 2017 startete Racette im Herbst ein Mini-Album-Projekt mit englischsprachigen Covern, das einfach Covers heißt.
Im Jahr 2019 kehrte sie ins Banff Center for Arts and Creativity zurück, um an der Vorproduktion ihres Albums No Water, No Flowers zu arbeiten. Dieses erste englischsprachige Album brachte Racette bei den Canadian Folk Music Awards (2020) die Auszeichnung „Emerging Artist of the Year“ ein. Mehrere Songs aus diesem Album sind in zahlreichen redaktionellen Playlists auf Apple Music, Spotify und Amazon Music vertreten und befinden sich in den Top 10 auf ICI Musique auf Sirius XM.

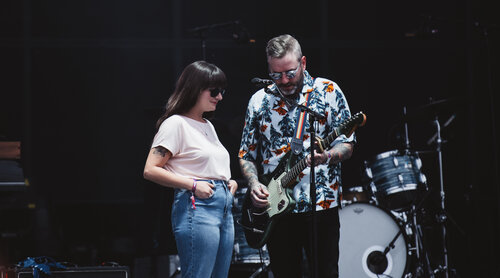
Geneviève Racette mit Dallas Green bei Osheaga 2019

Mit ihrem Cover von Hello, I’m in Delaware erregte sie die Aufmerksamkeit des Singer-Songwriters Dallas Green auf Instagram. Daraufhin lud er sie ein, mit ihm auf der Bühne des Osheaga-Festivals 2019 aufzutreten.
Die Tournee, die auf die Veröffentlichung von No Water, No Flowers folgte, brachte Racette auf kanadische Bühnen von Küste zu Küste in über hundert kanadische Konzertsäle. Racette weitete ihr Auftrittsgebiet von vornehmlich Quebec auf andere kanadische Provinzen aus, beispielsweise Manitoba, Saskatchewan und die Maritimes, wo sie jeweils als Headliner auftrat.
Im Mai 2021 veröffentlichte sie die Single Maybe, im September 2021 die Single Les adieux und im Januar 2022 die Single Someone mit Beteiligung von City in Color. Im März 2022 veröffentlicht Geneviève ihre dritte LP, Satellite.

## Diskografie
- 2014: Geneviève Racette
- 2014: The Christmas EP (mit Luc Hermann)
- 2016: Les aurores boréales
- 2017: Covers
- 2019: No Water, No Flowers
- 2019: No Water No Flowers part 1
- 2019: No Water No Flowers part 2
- 2019: Hello, I’m in Delaware
- 2019: Fa la la la la
- 2020: If I Were A Boy
- 2021: Maybe
- 2021: Les adieux
- 2022: Someone featuring City  and Colour
- 2022: Satellite